# Pittsburgh Pirates
Pittsburgh Pirates je bil profesionalni hokejski klub iz Pittsburgha. Deloval je v ligi NHL od 1925 do 1930. Domača dvorana kluba je bila dvorana Duquesne Gardens. Klub je dobil ime po bejzbolskemu klubu Pittsburgh Pirates, ki je tudi deloval v mestu. 
Klub se je razvil iz amaterskega kluba Pittsburgh Yellow Jackets. V ligi NHL se je prebil v končnico le dvakrat v petih sezonah. Kljub temu je bila finančna situacija v klubu sprva rožnata in so sodelovanje za visoko ceno podpisali nekateri znani hokejisti tistega časa, npr. Lionel Conacher, ki so ga kasneje imenovali za kanadskega športnika prve polovice 20. stoletja. Prvi trener je postal tedaj 34-letni Odie Cleghorn. Po treh sezonah je prvotni lastnik James F. Callahan klub prodal gangsterju Billu Dwyerju, ki je imel klub v lasti do selitve v Filadelfijo. V zadnji sezoni je moštvo neuspešno vodil Frank Fredrickson, Cleghornov naslednik na trenerskem položaju. Leta 1930 se je tako klub po porazni sezoni  preselil v Filadelfijo in tam eno sezono deloval pod imenom Philadelphia Quakers. 

## Zgodovina

### Začetki
Klub ima svoje korenine v klubu Pittsburgh Yellow Jackets, ki je deloval v ligi United States Amateur Hockey Association. Lastnik kluba Yellow Jackets je bil bivši hokejski sodnik po imenu Roy Schooley. Četudi je klub osvojil ligo USAHA v letih 1924 in 1925, je Schooley zašel v finančne težave. Njegov klub je tako odkupil odvetnik James F. Callahan in ga preimenoval v Pittsburgh Pirates. Da je lahko spremenil ime kluba, je moral plačati določeno vsoto lastniku bejzbolskega kluba Pittsburgh Pirates, Barneyju Dreyfussu. V tem času je Eddie Livingstone iskal mesto, v katerem bi vzpostavil ligo, konkurenčno ligi NHL. Z ligo NHL je imel namreč še neporavnane račune iz časov stare lige National Hockey Association. Predsednik lige NHL Frank Calder se je zato izpogajal, da bi mesto Pittsburgh dobilo klub v ligi NHL, s čimer bi Livingstoneu prekrižal račune. 7. novembra 1925 je tako mesto Pittsburgh prvič v zgodovini dobilo svoj klub v ligi NHL, imenovan Pittsburgh Pirates. Klub se je v zgodovino zapisal kot sedmi klub, ki se je pridružil ligi, in kot tretji ameriški klub v ligi. 
Klub so s kluboma Boston Bruins in New York Americans dodelili v tvorbo, ki se je kasneje imenovala Ameriška divizija. Za domačo dvorano so uporabili dvorano Duquesne Gardens, ki se je nahajala v soseski Oakland. Piratese, ki so dobili nadimek "Mighty Steel City Sextet" ("Sekstet mogočnega jeklarskega mesta"), so večinoma sestavljali igralci, ki so igrali že za Yellow Jacketse. Skupaj je za klub zaigralo 10 igralcev bivših Yellow Jacketsov.

### Otvoritvena sezona
Prva klubska sezona je bila sezona 1925/26. Na zahvalni dan so hokejisti 26. novembra 1925 premagali ekipo Boston Bruins z izidom 2-1. To je bila prva klubska zmaga v ligi NHL, v zgodovino se je zapisal branilec in kapetan Lionel Conacher, ki je zadel prvi zadetek. Conacher je na koncu druge tretjine, ob času 37:50, premagal vratarja Bostona Charlesa Stewarta in izid poravnal na 1-1. Prvi zmagoviti gol za Pittsburgh pa je ob času 49:20 dosegel krilni napadalec Harold Darragh. Na prvi tekmi se je izkazal tudi vratar Roy Worters, ki je ustavil 26 od 27 strelov. 
Dve noči kasneje so Piratesi 28. novembra utišali hokejiste ekipe Montreal Canadiens. Legendarni vratar Montreala Georges Vézina je odigral svojo zadnjo tekmo v karieri, saj je kmalu zatem zaradi hudih bolečin v prsih in povišane telesne temperature zapustil led. Štiri mesece kasneje je umrl za tuberkulozo. Tekma se je končala z novo zmago Pittsburgha 1-0. 
Po dveh gostovanjih je hokejiste Piratesov čakala prva domača tekma v zgodovini. Odvila se je 2. decembra 1925 v dvorani Duquesne Gardens. Piratesi so pred 8.200 navijači po podaljšku klonili proti moštvu New York Americans. Končni rezultat je bil 1-2, edini zadetek za domače je dosegel Conacher v drugi tretjini. 
Redni del sezone so Piratesi končali z 19 zmagami iz 36 tekem in se kot tretje moštvo lige uvrstili v končnico. Končnica je bila tedaj sestavljena iz polfinala in finala, v končnico pa so se uvrstila le tri najuspešnejša moštva lige, kar je pomenilo, da se drugo in tretjeuvrščeno moštvo v polfinalu pomerita za mesto v finalu. V polfinalu so se srečali z moštvom Montreal Maroons in izpadli po porazu 1-3 in remiju 3-3. Maroonsi so kasneje tudi osvojili Stanleyjev pokal. 

### 1926-1928
Po dobrem začetki in vzpodbudni prvi sezoni so stvari od tam šle navzdol. V svoji drugi sezoni so Piratesi končali na četrtem mestu Ameriške divizije z razmerjem 15 zmag, 3 remijev in 26 porazov. 
Tretja sezona je bila boljša od druge, saj so se uvrstili v končnico. V rednem delu so končali na tretjem mestu z 19 zmagami, 8 remiji in 17 porazi. Končnica je bila tedaj sestavljena iz četrtfinala, polfinala in finala, v končnico pa so se uvrstila po tri najuspešnejša moštva iz Ameriške in Kanadske divizije, tako da sta se drugo in tretjeuvrščeni moštvi iz vsake divizije pomerili med sabo za mesto v polfinalu, kjer jih je čakalo prvouvrščeno moštvo iz njihove divizije. 
Piratesi so v končnici znova izpadli že v prvem krogu, tokrat je bilo usodno moštvo New York Rangers, ki je na dveh tekmah doseglo 6 zadetkov, Piratesi pa le 4. Prva tekma se je sicer končala z izidom 0-4 v korist New Yorka, druga z rezultatom 4-2 v prid Pittsburgha. Končnica lige NHL v sezoni 1927/28 je bila zadnja v zgodovini kluba, usoda pa je tako kot v prvi klubski sezoni hotela, da je klub izpadel proti kasnejšemu zmagovalcu Stanleyjevega pokala. 

### Zaton
Leta 1928 so finančne težave prisilile prvotnega lastnika Callahana, da je prodal klub lastniški skupini, v kateri je bil tudi mafijec Bill Dwyer in njegov prvi mož Benny Leonard, bivši boksarski prvak v lahki kategoriji in promotor boksa. Prodaja kluba ni prinesla rezultatskega izboljšanja. Cleghorn je moštvo zapustil ob koncu sezone 1928/29 in je začel delovati kot sodnik v ligi NHL. Na trenersko mesto je tako sedel Frank Fredrickson, ki je od tedaj opravljal funkcijo igralca in trenerja. Situacija v klubu se je spremenila, tudi kar se tiče barv dresov, saj so Piratesi v svoji peti in zadnji sezoni v ligi NHL igrali s črno-oranžno kombinacijo. V sezoni 1929/30 so Piratesi vknjižili najslabše razmerje v vseh svojih petih sezonah, saj so na 44 tekmah kar 36-krat izgubili. Skupaj so v petih sezonah le v dveh presegli polovico možnega izkupička točk, tudi v končnico so se prebili le dvakrat.
Situacija v klubu tudi na finančnem področju ni bila rožnata. V vsesplošni gospodarski krizi se je leta 1929 zlomila borza, nadaljevalo pa se je z veliko depresijo. Obiskanost tekem je padla in kot povsod drugod po celini so se tudi v klubu znašli v finančnih težavah, tako da so poskušali odprodati svoje zvezdniške igralce, da bi zadostili potrebam. Do konca sezone 1929/30 je bil klub že za 400.000 dolarjev v dolgovih, prav tako je bilo potrebno zamenjati dotrajano dvorano Duquesne Gardens.

### Selitev
18. oktobra 1930 je bila na srečanju guvernerjev lige NHL odobrena Leonardova prošnja za selitev kluba na drugo stran zvezne države Pensilvanije, v Filadelfijo. Klub je s selitvijo spremenil svoje ime v Philadelphia Quakers. Leonard je sprva nameraval, da bi klub preselili nazaj v Pittsburgh, takoj ko bi bila zgrajena nova dvorana v Pittsburghu. 13 igralcev je ostalo v klubu tudi po selitvi. Ti so bili: Cliff Barton, Harold Darragh, Herb Drury, Gord Fraser, Jim Jarvis, Gerry Lowrey, Rennison Manners, Johnny McKinnon, Hib Milks, Joe Miller, Rodger Smith in Tex White. H Quakersom se je preselil tudi Frank Fredrickson, a so ga v klubu po dveh dneh izpustili, tako da je namesto za Quakerse v tisti sezoni igral za ekipo Detroit Falcons. Sezona 1930/31 je bila za klub Philadelphia Quakers katastrofalna. Končali so na zadnjem, petem mestu Ameriške divizije in dosegli le 4 zmage na 44 tekmah. Klub je tako od lige NHL 26. septembra 1931 prejel dovoljenje, da začasno preneha z delovanjem, saj so vodilni v klubu iskali trajnejšo rešitev za dvorano v Pittsburghu ali Filadelfiji. 
V 30. letih je bila velika težava šibko gospodarstvo, ki je zahtevalo hude žrtve tudi v sami ligi NHL. Do začetka 40. let in druge svetovne vojne je skoraj vsako sezono odpadel kateri od klubov, od leta 1942 pa je v ligi ostalo le 6 klubov, ki so kasneje postali znani kot Original Six ali Prvotnih šest, saj so bili nosilci lige v težavnem obdobju od 1942 do 1967. 
Ker se načrt za vzpostavitev nove dvorane v Pittsburghu ni uresničil, je Leonard vrgel puško v koruzo in klub dokončno ukinil leta 1936. Kot se je kasneje izkazalo, nove dvorane v Pittsburghu ni bilo vse do leta 1961 in izgradnje dvorane Pittsburgh Civic Arena, ki danes deluje pod imenom Mellon Arena. Leta 1967 se je liga NHL razširila iz 6 na 12 klubov, novinca v ligi sta bila tudi Pittsburgh Penguins in Philadelphia Flyers, kar pomeni, da kluba v ligi NHL v Pittsburghu ni bilo 47 let, v Filadelfiji pa 46 let. Cliff Barton je bil zadnji v ligi NHL aktivni hokejist Piratesov, saj je svojo zadnjo NHL tekmo odigral leta 1940.

## Zgodovinski mejniki
Klub je pustil svoj pečat v knjigah rekordov lige NHL in zgodovini lige z nekaterimi novostmi:
- Odie Cleghorn, trener moštva (in občasni igralec) v prvih štirih sezonah, je postal prvi trener v ligi NHL, ki je izvajal leteče menjave.[1]

- Cleghorn se je v zgodovino zapisal tudi kot prvi trener, ki je uporabljal tri napade oziroma tri napadalne trojke, kar je bila velika sprememba, saj je bila v tistem času praksa pustiti svoje najboljše igralce na ledu, dokler je bilo to mogoče.[1]

- Klub je postavil ligaški rekord v višini plače določenega igralca, ko je triletno pogodbo, vredno 7.500 dolarjev, podpisal branilec Lionel Conacher.[1] Conacherja so kasneje razglasili za največjega kanadskega športnika prve polovice 20. stoletja.[2]

- 26. decembra 1926 so hokejisti Pittsburgh Piratesov in New York Americansov postavili še veljavni rekord v številu strelov na eni tekmi. Moštvi sta v 60 minutah skupaj ustrelili 141 ploščkov, tekma pa se je končala z zmago New Yorka 3-1. Roy Worters (Pittsburgh Pirates) je zaustavil 70 strelov, Jake Forbes (New York Americans) pa 67.[1][3]

- Klub je kot prvi klub iz Pittsburgha uporabljal črno-zlato barvno kombinacijo.[1]

## Logotip in dresi
Klub je kot prvi v Pittsburghu nosil črno-zlato barvno kombinacijo, barvi so v klubu pobrali z zastave Pittsburgha. Desetletja po razpadu kluba sta črna in zlata barva postali nosilni barvi vseh treh najpomembnejših klubov iz Pittsburgha, bejzbolskega kluba Pittsburgh Pirates, hokejskega kluba Pittsburgh Penguins in ameriškonogometnega kluba Pittsburgh Steelers. V času svojega delovanja je bil klub sicer edini v teh barvah, saj je istoimenski bejzbolski klub Pittsburgh Pirates kot vsi ostali bejzbolski klubi tistega časa uporabljal bolj patriotsko rdečo, belo in modro barvno kombinacijo. Zlate in črne barve na svoje drese niso sprejeli vse do leta 1948, medtem ko so Pittsburgh Steelersi, moštvo ameriškega nogometa, z izjemo ene sezone v Filadelfiji in dveh neaktivnih sezon vseskozi nosili ti dve barvi . 
Piratesi so imeli glede klubskih barv močno vez s kasnejšim klubom iz Pittsburgha v ligi NHL, klubom Pittsburgh Penguins. Slednji je januarja 1980 spremenil svoje barve v črno in zlato, na potezo so nato pri vodstvu lige protestirali v moštvu Boston Bruins, ki je uporabljalo drese podobnih barv. Vodstvo lige je naposled dovolilo Penguinsom, da so privzeli ti dve barvi, ker so pred njimi iste barve na dresih nosili že Piratesi. 
Piratesi so v sezoni 1925/26 nosili svetlo rumene volnene drese s prečnimi črnimi črtami, na sprednji strani dresov se je nahajal napis "Pirates", pod njim pa črka "P". Na rokavih so hokejisti nosili rabljene embleme z jaken mestne policije, ki jih je priskrbel brat Jamesa Callahana, lastnika kluba. Prvi dve sezoni so tako dresi precej spominjali na drese predhodnega kluba Pittsburgh Yellow Jackets. Nove drese so v klubu javnosti predstavili v sezoni 1928/29. Spremembe so bile, gledano na celotni izgled, sorazmerno opazne, vseeno pa ni šlo za kakšne večje in radikalnejše posege v drese. Prečne črne črte so bile odslej debelejše in bolj pogoste, napis "Pirates" na sprednji strani dresa je bil sedaj raven in vbočen navzgor in ne več ležeč, na rokavih pa je policijske embleme zamenjala črka "P", ki so jo odstranili s sprednje strani dresov.
V svoji zadnji sezoni je klub prevzel črne in zlate drese. Na sprednji strani volnenih dresov se je odslej nahajal verižno vezen logotip z glavo pirata, ki je nosil prevezo čez oči in klobuk s sliko lobanje, pod njim pa je mesto na dresu našla podoba dveh križno prekrižanih kosti. Na rokavih sta se nahajali dve dvojni črni črti in ne več debel pas črne barve s črko "P". Na sprednji strani dresa je prečne črte zamenjal pas črne barve v obliki trikotnika in dve diagonalni črni črti, medtem ko se na hrbtni strani za razliko od preteklih let ni nahajalo nič drugega kot številka dresa in oranžno ozadje. Črno-zlato kombinacijo je v sezoni 1930/31 uporabljal tudi klub Philadelphia Quakers, leta 1967 pa jo je privzelo tudi širitveno moštvo lige Philadelphia Flyers.

## Vidnejši igralci
Iz moštva so bili kasneje v Hokejski hram slavnih lige NHL sprejeti 4 igralci:
- Lionel Conacher
- Frank Fredrickson
- Mickey MacKay
- Roy Worters

## Olimpijski tekmovalci
Nekateri člani moštva so predhodno sodelovali tudi na olimpijskih igrah.

### 1920
Poletne olimpijske igre 1920, Antwerpen, Belgija.
- Frank Fredrickson je osvojil zlato medaljo s kanadsko reprezentanco.
- Herb Drury je osvojil srebrno medaljo z ameriško reprezentanco.

### 1924
Zimske olimpijske igre 1924, Chamonix, Francija.
- Bert McCaffrey je osvojil zlato medaljo s kanadsko reprezentanco.
- Herb Drury je osvojil srebrno medaljo z ameriško reprezentanco.

## Izidi
Za legendo glej članek Statistika pri hokeju na ledu.
| Sezona  | Tekem | Zmag | Porazov | Remijev | TOČ | GF  | GA  | KM   | Uvrstitev              | Končnica                       |
| 1925/26 | 36    | 19   | 16      | 1       | 39  | 82  | 70  | 264  | 3. v ligi NHL          | Izpadli v polfinalu (Montreal) |
| 1926/27 | 44    | 15   | 26      | 3       | 33  | 79  | 108 | 230  | 4. v Ameriški diviziji | Se niso uvrstili v končnico    |
| 1927/28 | 44    | 19   | 17      | 8       | 46  | 67  | 76  | 395  | 3. v Ameriški diviziji | Izpadli v polfinalu (New York) |
| 1928/29 | 44    | 9    | 27      | 8       | 26  | 46  | 80  | 324  | 4. v Ameriški diviziji | Se niso uvrstili v končnico    |
| 1929/30 | 44    | 5    | 36      | 3       | 13  | 102 | 185 | 384  | 5. v Ameriški diviziji | Se niso uvrstili v končnico    |
| Skupaj  | 212   | 67   | 122     | 23      | 157 | 376 | 519 | 1597 |                        |                                |